# Physogyne
Physogyne ist eine Gattung aus der Familie der Orchideen (Orchidaceae). Sie enthält nur drei Arten, die in Mexiko verbreitet sind.

## Beschreibung
Die Physogyne-Arten sind kleine, krautige Pflanzen. Die Wurzeln stehen büschelweise zusammen, sie sind fleischig, spindelförmig knollig verdickt und behaart. Die Blätter stehen in einer grundständigen Rosette. Die Blattspreite ist umgekehrt-lanzettlich bis oval geformt, sie endet spitz, an der Basis geht sie keilförmig in einen Blattstiel über. Zur Blütezeit fangen die Blätter an zu verwelken.
Der traubige Blütenstand ist vielblütig, die kleinen Blüten sitzen locker beisammen. Besonders im oberen Bereich ist die Blütenstandsachse drüsig behaart. Die Hochblätter stehen in Abständen oder umhüllen den Blütenstandsstiel völlig. Die Blüten sind weißlich, auf der Lippe auch gelb. Der Fruchtknoten ist zylindrisch bis spindelförmig, sitzend, kaum verdreht. Die Sepalen sind gleich geformt, etwa parallel zueinander stehend und aneinander anliegend. Das dorsale Sepal ist etwa ab seiner Mitte nach oben umgebogen. Die seitlichen Sepalen sind an der Basis zu einer kleinen Vertiefung verwachsen. Die Petalen sind spatelförmig, an ihrer Basis etwas asymmetrisch, mit dem inneren Rand dem dorsalen Sepal anhaftend. Die Lippe ist an der Basis für ein kurzes Stück abrupt verschmälert (genagelt), der Nagel ist mit dem verwachsenen Teil der Sepalen verwachsen. Die Spreite der Lippe ist an ihrer Basis herzförmig, mit einem Paar nach hinten weisender Nektardrüsen beiderseits des Nagels, nach vorne schmaler werdend. Die Säule ist gerade, leicht keulenförmig, im Querschnitt halbkreisförmig, auf der Unterseite behaart. Sie reicht über den Ansatz am Fruchtknoten hinaus und bildet einen kurzen Säulenfuß. Das Staubblatt wird von einem häutigen, tief taschenförmigen Gewebe der Säule (Klinandrium) umgeben. Das Staubblatt ist oval bis lanzettlich, vorne spitz, an der Basis herzförmig. Während die meisten Vertreter der Spiranthinae zwei längs gefurchte Pollinien besitzen, sind es bei Physogyne vier keulenförmige Pollinien, die an einer kleinen, ovalen Klebscheibe (Viscidium) hängen. Die Narbe ist halbkreisförmig oder elliptisch mit zweilappiger Spitze. Das Trenngewebe zwischen Narbe und Staubblatt (Rostellum) ist lang dreieckig bis linealisch, steif und spitz endend.

## Vorkommen
Alle Arten der Gattung Physogyne kommen in Mexiko vor. Sie besiedeln Höhenlagen von 1000 bis 1700 Meter. Sie kommen in tropischem laubabwerfendem Wald oder in Eichen-Kiefern-Wäldern vor.

## Systematik und botanische Geschichte
Physogyne wird innerhalb der Tribus Cranichideae in die Subtribus Spiranthinae eingeordnet. Die Gattung wurde 1982 von Leslie Andrew Garay (1924–2016) in Botanical Museum Leaflets Band 28, Teil 4, Seite 346 erstbeschrieben. Der Name setzt sich aus den griechischen Worten φυσάω  physao, „aufblasen“, und γυνἠ gyne, „weiblich“, zusammen und bezieht sich auf das Klinandrium.
Burns Balogh verteilte die Arten der Gattung Physogyne auf die Gattungen Schiedeella und Pseudogoodyera. Szlachetko und Rutkowski behaupteten aufgrund äußerer Ähnlichkeiten eine Verwandtschaft mit Stenorrhynchos. Die tatsächlichen Verwandtschaftsverhältnisse sind unklar.
Folgende Arten sind in der Gattung Physogyne enthalten:
- Physogyne garayana R.González & Szlach.: Sie kommt nur im mexikanischen Bundesstaat Colima vor.[3]
- Physogyne gonzalezii (L.O.Williams) Garay – Typusart: Sie kommt im südwestlichen Mexiko vor.[3]
- Physogyne sparsiflora (C.Schweinf.) Garay: Sie kommt in den mexikanischen Bundesstaaten Morelos und Jalisco vor.[3]